# Saison 2011-2012 de la LNAH
Saison précédente Saison suivante
La saison 2011-2012 est la seizième saison de la Ligue nord-américaine de hockey (souvent désignée par le sigle LNAH), ligue de hockey sur glace du Québec. Chacune des sept équipes joue quarante-huit parties en saison régulière, réparties en deux moitiés de saison et quatre d'entre elles vont se rencontrer pour gagner la Coupe Canam. La saison régulière débute le 7 octobre 2011 et se termine le 1er avril 2012.

## Saison régulière

### Changements
- Le GCI de Sorel-Tracy devient le HC Carvena de Sorel-Tracy[1].
- Le Saint-François de Sherbrooke est vendu, puis déménage et devient le Wild de Windsor[2],[3].

### Numéros retirés
- Le 13 janvier 2012, en recevant le Caron et Guay de Trois-Rivières le HC Carvena de Sorel-Tracy retire le numéro 47 de David St-Pierre[4].
- Le 24 mars 2012, en recevant le Cool FM 103,5 de Saint-Georges le Wild de Windsor retire le numéro 4 de Simon Robidas[5].

### Faits marquants
- Le 13 janvier 2012, Christian Deschênes du HC Carvena de Sorel-Tracy devient le quinzième joueur de l’histoire de la ligue à obtenir 500 points en carrière[6].
- Le 24 février 2012, Carl Fleury du Caron et Guay de Trois-Rivières obtient sa 100e victoire en carrière à titre d’entraîneur chef (saison régulière et séries éliminatoires incluses)[7].
- Le 2 mars 2012, Yannick Landry de l'Isothermic de Thetford Mines devient le premier joueur de l’histoire de la ligue à disputer 500 matchs en saison régulière[8].
- Le 9 mars 2012, Mathieu Benoît du HC Carvena de Sorel-Tracy devient le deuxième joueur de l’histoire de la ligue à disputer 500 matchs en saison régulière[9].
- Le 10 mars 2012, Dean Lygitsakos des Marquis de Saguenay obtient sa 153e victoire en carrière à titre d’entraîneur chef (saison régulière et séries éliminatoires incluses)[10]. Il devance donc Daniel Bissonnette à titre d'entraîneur le plus victorieux depuis les débuts de la LNAH en 2004-2005.

### Classement des équipes
Les champions des deux demi-saisons se qualifient pour les séries éliminatoires, ainsi que les deux équipes non championnes ayant cumulé la meilleure fiche au classement général.
La première moitié de saison se déroule du 7 octobre 2011 au 28 décembre 2011, alors que la deuxième moitié de saison se déroule du 29 décembre 2011 au 1er avril 2012.
- Équipe championne de la première moitié de saison.
- Équipe championne de la deuxième moitié de saison.
- Équipes qualifiées pour les séries éliminatoires.

Pour les significations des abréviations, voir statistiques du hockey sur glace.
| Équipe                          | PJ | V  | D  | DP | DF | BP  | BC  | Pun | Pts |
| ------------------------------- | -- | -- | -- | -- | -- | --- | --- | --- | --- |
| Marquis de Saguenay             | 24 | 14 | 9  | 1  | 0  | 102 | 94  | 983 | 29  |
| Cool FM 103,5 de Saint-Georges  | 24 | 12 | 8  | 0  | 4  | 102 | 94  | 902 | 28  |
| Wild de Windsor                 | 24 | 13 | 10 | 0  | 1  | 103 | 102 | 837 | 27  |
| Caron et Guay de Trois-Rivières | 24 | 12 | 9  | 1  | 2  | 89  | 89  | 947 | 27  |
| 3L de Rivière-du-Loup           | 24 | 11 | 11 | 2  | 0  | 87  | 98  | 552 | 24  |
| Isothermic de Thetford Mines    | 24 | 11 | 11 | 0  | 2  | 97  | 89  | 882 | 24  |
| HC Carvena de Sorel-Tracy       | 24 | 11 | 13 | 0  | 0  | 95  | 109 | 832 | 22  |

| Équipe                          | PJ | V  | D  | DP | DF | BP  | BC  | Pun | Pts |
| ------------------------------- | -- | -- | -- | -- | -- | --- | --- | --- | --- |
| Marquis de Saguenay             | 24 | 15 | 7  | 1  | 1  | 114 | 101 | 837 | 32  |
| Isothermic de Thetford Mines    | 24 | 14 | 9  | 0  | 1  | 103 | 88  | 789 | 29  |
| Caron et Guay de Trois-Rivières | 24 | 12 | 9  | 3  | 0  | 89  | 87  | 814 | 27  |
| Wild de Windsor                 | 24 | 12 | 10 | 1  | 1  | 104 | 99  | 706 | 26  |
| HC Carvena de Sorel-Tracy       | 24 | 11 | 11 | 0  | 2  | 102 | 106 | 680 | 24  |
| Cool FM 103,5 de Saint-Georges  | 24 | 10 | 10 | 1  | 3  | 89  | 91  | 714 | 24  |
| 3L de Rivière-du-Loup           | 24 | 10 | 13 | 1  | 0  | 92  | 121 | 451 | 21  |

| Équipe                          | PJ | V  | D  | DP | DF | BP  | BC  | Pun   | Pts |
| ------------------------------- | -- | -- | -- | -- | -- | --- | --- | ----- | --- |
| Marquis de Saguenay             | 48 | 29 | 16 | 2  | 1  | 216 | 195 | 1 820 | 61  |
| Caron et Guay de Trois-Rivières | 48 | 24 | 18 | 4  | 2  | 178 | 176 | 1 761 | 54  |
| Isothermic de Thetford Mines    | 48 | 25 | 20 | 0  | 3  | 200 | 177 | 1 671 | 53  |
| Wild de Windsor                 | 48 | 25 | 20 | 1  | 2  | 207 | 201 | 1 543 | 53  |
| Cool FM 103,5 de Saint-Georges  | 48 | 22 | 18 | 1  | 7  | 191 | 185 | 1 616 | 52  |
| HC Carvena de Sorel-Tracy       | 48 | 22 | 24 | 0  | 2  | 197 | 215 | 1 512 | 46  |
| 3L de Rivière-du-Loup           | 48 | 21 | 24 | 3  | 0  | 179 | 219 | 1 003 | 45  |

### Meilleurs joueurs de la saison régulière

#### Classement des pointeurs
| Joueur                | Équipe        | PJ | B  | A  | Pts | +/- | Pun |
| --------------------- | ------------- | -- | -- | -- | --- | --- | --- |
| Kévin Cloutier        | Cool FM       | 47 | 25 | 53 | 78  | +13 | 56  |
| Francis Charette      | Marquis       | 42 | 35 | 40 | 75  | +10 | 76  |
| Christian Deschênes   | HC Carvena    | 45 | 20 | 54 | 74  | +16 | 60  |
| Jesse Bélanger        | Cool FM       | 47 | 31 | 42 | 73  | +13 | 28  |
| Steve Brulé           | Marquis       | 46 | 29 | 41 | 70  | +6  | 4   |
| Éric Doucet           | HC Carvena    | 44 | 30 | 35 | 65  | +17 | 16  |
| Alexandre Jacques     | Caron et Guay | 46 | 30 | 34 | 64  | +6  | 14  |
| Andrzej Sandrzyk      | Isothermic    | 48 | 34 | 28 | 62  | +6  | 42  |
| Hugo Carpentier       | Marquis       | 48 | 24 | 35 | 59  | +20 | 61  |
| Yannick Tremblay (en) | Wild          | 48 | 31 | 26 | 57  | -11 | 82  |

#### Classement des gardiens de but
| Gardien              | Équipe       | PJ | Min     | V  | D  | DP | BC  | BL | %Arr   | Moy  |
| -------------------- | ------------ | -- | ------- | -- | -- | -- | --- | -- | ------ | ---- |
| Julien Ellis         | Caron & Guay | 33 | 1951:20 | 21 | 6  | 4  | 91  | 1  | 91,1 % | 2,80 |
| Maxime Joyal         | Marquis      | 19 | 1023:39 | 9  | 6  | 2  | 58  | 1  | 89,6 % | 3,40 |
| Luc Bélanger         | Isothermic   | 34 | 2030:44 | 17 | 14 | 3  | 119 | 1  | 89,0 % | 3,52 |
| Kevin Desfossés (en) | Isothermic   | 16 | 866:48  | 8  | 6  | 0  | 51  | 0  | 89,8 % | 3,53 |
| Jeremy Duchesne      | Cool FM      | 31 | 1771:01 | 15 | 10 | 4  | 105 | 0  | 89,0 % | 3,56 |

## Séries éliminatoires

### Premier tour
L'équipe en première position du classement général affronte la quatrième position et les positions deux et trois s'affrontent dans une série au meilleur des sept rencontres.
- Saguenay 2-4 Windsor
- Trois-Rivières 2-4  Thetford Mines

### Finale des séries
Thetford Mines et Windsor sont opposés en finale. Après avoir perdu les deux premiers matchs, Thetford Mines remporte les quatre matchs suivants, dont trois en prolongation. À sa cinquième participation à la finale, Thetford Mines remporte pour la première fois la Coupe Canam. Andrzej Sandrzyk remporte le Trophée des médias remis au meilleur joueur des séries.

### Classements des pointeurs des séries
| Joueur                | Équipe        | PJ | B | A  | Pts | +/- | Pun |
| --------------------- | ------------- | -- | - | -- | --- | --- | --- |
| Robert Guillet        | Isothermic    | 12 | 4 | 10 | 14  | +2  | 14  |
| Yann Joseph           | Wild          | 12 | 4 | 10 | 14  | +2  | 14  |
| Andrzej Sandrzyk      | Isothermic    | 12 | 8 | 5  | 13  | 0   | 24  |
| Yannick Landry        | Isothermic    | 12 | 6 | 6  | 12  | -1  | 4   |
| Mathieu Dumas         | Wild          | 12 | 3 | 9  | 12  | +6  | 22  |
| Yannick Tremblay (en) | Wild          | 9  | 3 | 8  | 11  | 0   | 6   |
| Sébastien Courcelles  | Isothermic    | 12 | 7 | 3  | 10  | +4  | 64  |
| Gabriel Lemieux       | Isothermic    | 12 | 4 | 6  | 10  | +5  | 6   |
| Stéphane Boileau      | Wild          | 8  | 5 | 4  | 9   | 0   | 10  |
| Alexandre Jacques     | Caron et Guay | 6  | 3 | 5  | 8   | 0   | 2   |

## Récompenses

### Trophées et honneurs
Cette section présente l'ensemble des trophées remis aux joueurs et personnalités de la ligue pour la saison.
| Trophée                                                           | Joueur                                 |
| ----------------------------------------------------------------- | -------------------------------------- |
| Trophée Claude Larose Joueur le plus utile à son équipe           | Julien Ellis (Caron & Guay)            |
| Trophée Éric Messier Meilleur défenseur                           | Pierre-Olivier Beaulieu (Caron & Guay) |
| Trophée Guy Lafleur Meilleur marqueur                             | Kévin Cloutier (Cool FM)               |
| Trophée Maurice Richard Meilleur buteur                           | Francis Charette (Marquis)             |
| Trophée Serge Léveillée Meilleur entraîneur                       | Carl Fleury (Caron & Guay)             |
| Trophée Jonathan Delisle Joueur démontrant le meilleur Leadership | Yannick Tremblay (Wild)                |
| Trophée des médias Joueur le plus utile des séries éliminatoires  | Andrzej Sandrzyk (Isothermic)          |
| Trophée du meilleur gardien de but                                | Julien Ellis (Caron & Guay)            |
| Trophée du joueur le plus gentilhomme                             | Steve Brulé (Marquis)                  |
| Trophée de la recrue offensive                                    | Hugo Carpentier (Marquis)              |
| Trophée de la recrue défensive                                    | Gabriel Lemieux (Isothermic)           |
| Trophée Gaston Gagné Avancement de sa cause et de la ligue        | Christian Deschênes (HC Carvena)       |

| Trophée                                                                   | Équipe                       |
| ------------------------------------------------------------------------- | ---------------------------- |
| Coupe du Commissaire Équipe de la saison régulière avec le plus de points | Marquis de Saguenay          |
| Coupe Canam Vainqueur des séries                                          | Isothermic de Thetford Mines |

### Équipe d'étoiles
- Gardien : Julien Ellis (Caron & Guay)
- Défenseurs : Pierre-Olivier Beaulieu (Caron & Guay) et Matthew Medley (Isothermic)
- Centre : Steve Brulé (Marquis)
- Ailiers : Francis Charette (Marquis) et Yannick Tremblay (Wild)